# میکلا کونلین
میکلا کونلین (انگلیسی: Michaela Conlin؛ زاده ۹ ژوئن ۱۹۷۸) یک هنرپیشه اهل ایالات متحده آمریکا است. وی از سال ۲۰۰۱ میلادی تاکنون مشغول فعالیت بوده‌است.
از فیلم‌ها یا برنامه‌های تلویزیونی که وی در آن نقش داشته‌است می‌توان به یک عشق واقعی و استخوان‌ها اشاره کرد.